# Liste der Biografien/Hila
Liste der Biografien |
Portal Biografien |
Personensuche
# |
A |
B |
C |
D |
E |
F |
G |
H |
I |
J |
K |
L |
M |
N |
O |
P |
Q |
R |
S |
T |
U |
V |
W |
X |
Y |
Z |
?
 
Ha |
Hd |
He |
Hi |
Hj |
Hk |
Hl |
Hm |
Hn |
Ho |
Hr |
Hs |
Ht |
Hu |
Hv |
Hw |
Hy
 
Hia |
Hib |
Hic |
Hid |
Hie |
Hif |
Hig |
Hih |
Hii |
Hij |
Hik |
Hil |
Him |
Hin |
Hio |
Hip |
Hir |
His |
Hit |
Hiv |
Hiw |
Hix |
Hiy |
Hiz
 
Hila |
Hilb |
Hilc |
Hild |
Hile |
Hilf |
Hilg |
Hilh |
Hili |
Hilj |
Hilk |
Hill |
Hilm |
Hilp |
Hils |
Hilt |
Hilu |
Hilv |
Hilz
Die Liste der Biografien führt alle Personen auf, die in der deutschsprachigen Wikipedia einen Artikel haben. Dieses ist eine Teilliste mit 36 Einträgen von Personen, deren Namen mit den Buchstaben „Hila“ beginnt.

## Hila
- Hila, Edi (* 1944), albanischer Maler

### Hilai
- Hilaire, Andrew (1899–1935), US-amerikanischer Jazz-Schlagzeuger
- Hilaire, Laurent (* 1962), französischer Balletttänzer
- Hilaire, Pierre-Marie (* 1965), französischer Sprinter

### Hilaj
- Hilaj, Alma (* 2000), albanische Fußballspielerin

### Hilak
- Hilako, Jean (* 1990), malischer Fußballspieler

### Hilal
- Hilal Dessouki, Ali El Deen (* 1950), ägyptischer Sport- und Jugendminister
- Hilal, Moshtari (* 1993), deutsche Künstlerin, Kuratorin und Autorin
- Hilali, Abdullah al- (* 1970), omanischer Fußballschiedsrichter
- Hilali, Huda al- (1947–2008), irakische Autorin
- Hilali, Muhammad Taqi ad-Din al- (1893–1987), marokkanischer Religionsgelehrter und Koranübersetzer
- Hilali, Musarrat (* 1961), pakistanische Juristin
- Hilali, Siham (* 1986), marokkanische Mittelstreckenläuferin

### Hilan
- Hiland, Johnny (* 1975), US-amerikanischer R&B-Gitarrist, Sänger und Bandleader
- Hilandarac, Sava (1837–1912), böhmisch-serbischer Mönch

### Hilar
- Hilar, Karel Hugo (1885–1935), tschechischer Theaterintendant
- Hilarides, Marianna (1933–2015), niederländische Balletttänzerin
- Hilario, Alan (* 1967), philippinischer Komponist in Deutschland
- Hilario, Daniel (* 1979), spanischer Eishockeyspieler
- Hilário, Henrique (* 1975), portugiesischer Fußballtorwart
- Hilario, Jaime (1898–1937), spanischer Ordensmann, Märtyrer und Heiliger der katholischen Kirche
- Hilarion von Gaza (291–371), Asket, Einsiedler und Heiliger
- Hilarion von Kiew, Metropolit Kiews, Schriftsteller
- Hilarion von Rostow, erster oder zweiter Bischof von Rostow
- Hilarius, Papst (461 bis 468)
- Hilarius von Aquileia, Bischof von Aquileia, Märtyrer, Heiliger
- Hilarius von Arles (401–449), Bischof von Arles
- Hilarius von Leitmeritz († 1468), böhmischer Theologe und Geistlicher, Administrator des Erzbistums Prag
- Hilarius von Orléans, Philologe und Literaturwissenschaftler, Klosterbeamter, Wanderdozent und Dichter in Frankreich
- Hilarius von Poitiers († 367), Bischof und KirchenlehrerHilarius von Poitiers († 367)

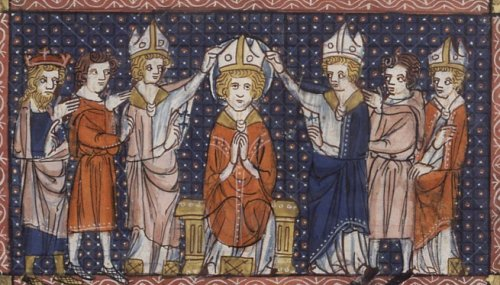
Hilarius von Poitiers († 367)

- Hilarius von Sexten (1839–1899), österreichischer Kapuziner und Moraltheologe
- Hilarius, Jelle (* 1988), niederländischer Volleyballspieler
- Ḫilaruada, König von Melid
- Hilarus, römischer Goldschmied
- Hilary († 1169), englischer Geistlicher, Bischof von Chichester
- Hilary, Lynn (* 1982), irische Sängerin, Gitarristin und Komponistin